# Алава, Мигель Рикардо де
Миге́ль Рика́рдо де А́лава Эски́вель (исп. Miguel Ricardo de Álava Esquível; 7 июля 1771, Витория — 14 июля 1843, Бареж, Франция) — испанский генерал и дипломат.

## Биография
Де Алава состоял на службе сначала на флоте, затем в сухопутных войсках. В 1808 году поступил на военную службу Франции, но после битвы при Альбуэре 1811 года перешёл на сторону англичан, служил адъютантом у Веллингтона и отличился во многих боях с французами. За битву при Витории Веллингтон присвоил ему звание генерала.
После возвращения в Испанию короля Фернандо VII Мигель Рикардо де Алава по наущению его камарильи был обвинён в либеральных взглядах и арестован и освобождён только после вмешательства Веллингтона и подкупа басков при испанском дворе. По предложению принца Оранского де Алава был направлен послом Испании в Гаагу, но был отозван в 1819 году.
В 1820 году де Алава присоединился к революции и содействовал восстановлению конституции 1812 года, боролся в 1822 году против королевской гвардии. В 1822 году де Алава был избран от Алавы в депутаты парламента и в мае 1822 года являлся его главой. Несмотря на французское вторжение, сохранял верность либеральному правительству, и бежав в Кадис, поддерживал свержение Фернандо VII среди немногих либералов, ещё сопротивлявшихся оккупации. Был назначен вести переговоры с французами о сдаче города, однако их провал привёл к его осуждению на смерть сторонниками абсолютизма.
От мести со стороны короля де Алава скрылся в Гибралтаре, откуда выехал в Англию. Де Алава проживал там и в Нидерландах за счёт поддержки друзей, пока не был призван королевой Кристиной на родину. Во времена правления Франсиско Мартинеса де ла Росы де Алава отбыл послом в Лондон, но вскоре в 1835 году сложил полномочия и посвятил себя парламентской деятельности.
14 сентября 1835 года де Алава сменил на посту председателя правительства Испании Хосе Марию Кейпо де Льяно Руиса де Саравию, но уже спустя 11 дней был лишён этой должности, которую занял министр финансов Хуан Альварес Мендисабаль.